# Linderniella pulchella
Linderniella pulchella är en tvåhjärtbladig växtart som först beskrevs av Sidney Alfred Skan, och fick sitt nu gällande namn av Fischer, Schäferhoff och Müller. Linderniella pulchella ingår i släktet Linderniella och familjen Linderniaceae. Inga underarter finns listade i Catalogue of Life.